# Cortes (Bohol)
Cortes (Bayan ng Cortes) är en kommun i Filippinerna. Kommunen tillhör provinsen Bohol och ligger på ön med samma namn. Folkmängden uppgår till 12 702 invånare.

## Barangayer
Cortes är indelat i 14 barangayer.